# Патриаршая и синодальная резиденция в Даниловом монастыре
Патриа́ршая и Синода́льная резиде́нция в Даниловом монастыре — официальная резиденция Патриарха Московского и всея Руси. Представляет собой двухэтажное здание в западной части Данилова монастыря в Москве. На втором этаже здания обустроена домовая церковь в честь Всех святых, в земле Российской просиявших. 

## История
В мае 1983 года решено было возвратить Данилов монастырь Русской православной церкви. Журнал Московской Патриархии содержал материал о посещении 17 мая патриархом Пименом и сопровождавшими его лицами председателя Совета по делам религий при Совете министров СССР Владимира Куроедова. Последний сообщил иерархам, что правительство СССР приняло решение возвратить Данилов монастырь «для создания в нём и на прилегающем участке Административного центра Московского Патриархата; разрешено также строительство новых служебных помещений на этой территории». По замыслу патриарха Пимена в Даниловом монастыре должна была находиться Патриаршая и Синодальная резиденция, а также службы Московской патриархии.
Проект здания разработал коллектив архитекторов во главе с Юрием Рабаевым («Моспроект-2»), совместив стилистику советской архитектуры 1970—1980-х годов с переосмыслениями позднесредневековой традиции (планировка «покоем», высокие кровли). Над входом была сделана мозаика с Нерукотворным образом Спасителя (мастер Е. Н. Ключарёв). Проект и его осуществление вызвали весьма неоднозначные оценки и знатоков, и простых верующих. На втором этаже здания была устроена домовая церковь в честь Всех святых, в земле Российской просиявших, освящённая в 1988 году. В этой церкви часто совершают чин наречения епископов, а их хиротония проходит на литургии в кафедральном храме Христа Спасителя.
Именно здесь в начале октября 1993 года проходили переговоры между представителями президента Ельцина и Верховного совета России, проводившиеся при посредничестве Русской православной церкви.
6 октября 2008 года патриарх Московский и всея Руси Алексий II совершил освящение новой Синодальной палаты, после чего открыл в восстановленной Синодальной палате очередное заседание Священного синода, которое впервые проводилось здесь. Патриарх Алексий II отметил, что эта палата будет использоваться наравне с другими синодальными залами — в здании Московской патриархии в Чистом переулке и в храме Христа Спасителя.
В 2009 году было принято решение о капитальной реконструкции Синодальной резиденции в Даниловом монастыре, в которой ранее проходили официальные приемы и заседания Священного синода.
27 декабря 2011 года, перед началом заседания Священного синода Русской православной церкви, состоялось освящение Синодальной резиденции в Даниловом монастыре после её капитальной реконструкции:

<…> здание было капитально перестроено. Остались только стены, даже фундамента не осталось, потому что здание находилось в катастрофическом положении. Допущенные при строительстве ошибки, связанные, может быть, с несовершенством технологий того времени, привели к тому, что здание стало разрушаться. Поэтому мы перестроили фундамент, переложили всю площадь вокруг здания, обеспечив необходимую гидроизоляцию, а затем перешли к очень глубокому внутреннему ремонту. Это здание и будет основной Синодальной резиденцией, как это и мыслилось её создателями в далёком 1988 году.